# Yeni Karpuzlu, İpsala
Yenikarpuzlu là một thị trấn thuộc huyện İpsala, tỉnh Edirne, Thổ Nhĩ Kỳ. Dân số thời điểm năm 2011 là 3.255 người.